# Silybum
Silybum là một chi thực vật có hoa trong họ Cúc (Asteraceae).

## Loài
Chi Silybum gồm các loài: